# 末岡淳男
末岡 淳男（すえおか あつお、1946年 - ） は、日本の機械工学者。九州大学名誉教授。元日本工学教育協会副会長。

## 人物・経歴
山口県生まれ。1968年九州大学工学部機械工学科卒業。1970年九州大学大学院工学研究科修士課程修了。1973年九州大学大学院工学研究科博士課程単位修得退学。
その後、九州大学工学部講師。1976年九州大学工学部助教授。1984年九州大学工学部教授。1995年日本機械学会機械力学・計測制御部門長。2000年九州大学大学院工学研究院教授。2002年日本技術者教育認定機構審査長。2006年九州大学工学部長、日本工学教育協会副会長。2024年、瑞宝中綬章受章。